# Venă unghiulară
Vena unghiulară este cel mai superior segment al venei faciale, deasupra joncțiunii sale cu vena labială superioară. Se formează prin joncțiunea venei supratrohleare și a venei supraorbitale, are un traseu oblic în jos pe partea nasului, trece sub mușchiul zigomaticus major și se unește cu vena labială superioară .
Vena unghiulară este legată de sinusul cavernos prin venele oftalmice superioare și inferioare care sunt lipsite de valvule. Aceasta primește venele nazale laterale din aripa nasului și vena palpebrală inferioară.

## Semnificația clinică
Orice infecție a gurii sau a feței se poate răspândi prin venele unghiulare către sinusurile cavernoase, ducând la tromboză. Deoarece venele care drenează această zonă sunt lipsite de valve și se alătură direct sinusului cavernos, există un risc potențial de răspândire a infecției în sinusul cavernos prin aceste vene faciale. Această zonă a nasului este denumită triunghi de pericol. Strângerea puroiului din această zonă trebuie evitată. 

## Imagini suplimentare

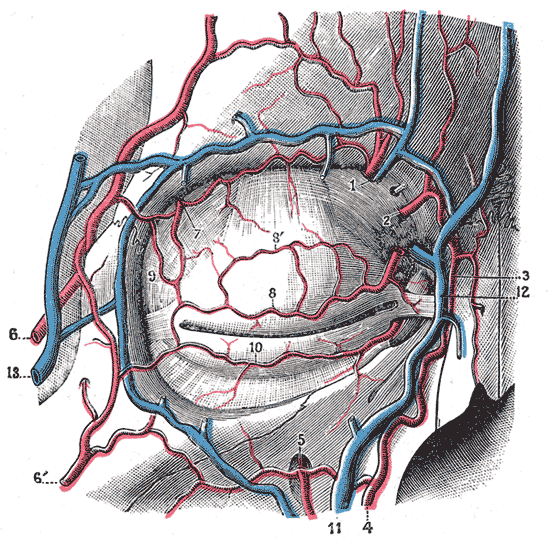
Vasele de sânge ale pleoapelor, vedere frontală.
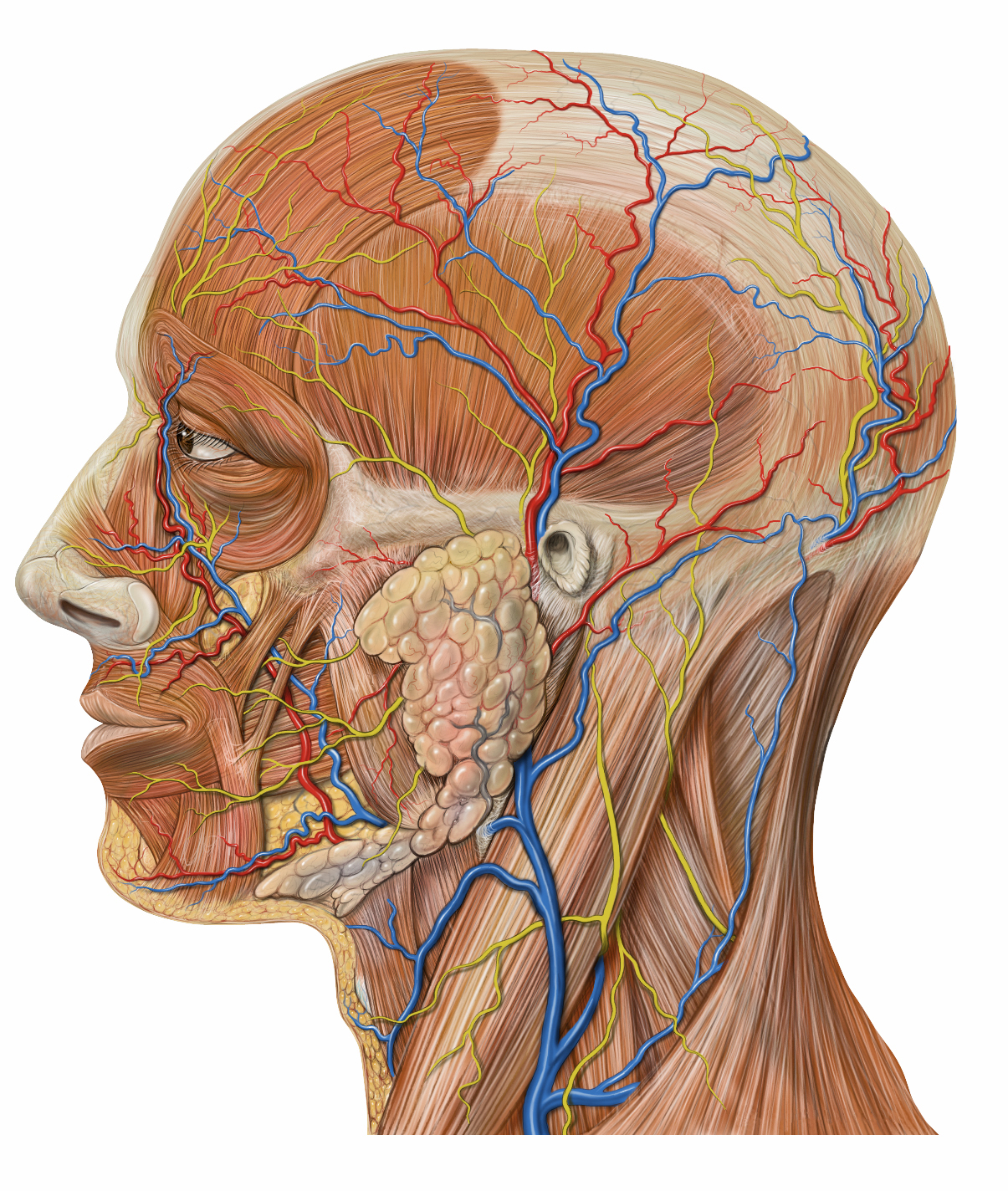
Detaliul anatomiei laterale a capului
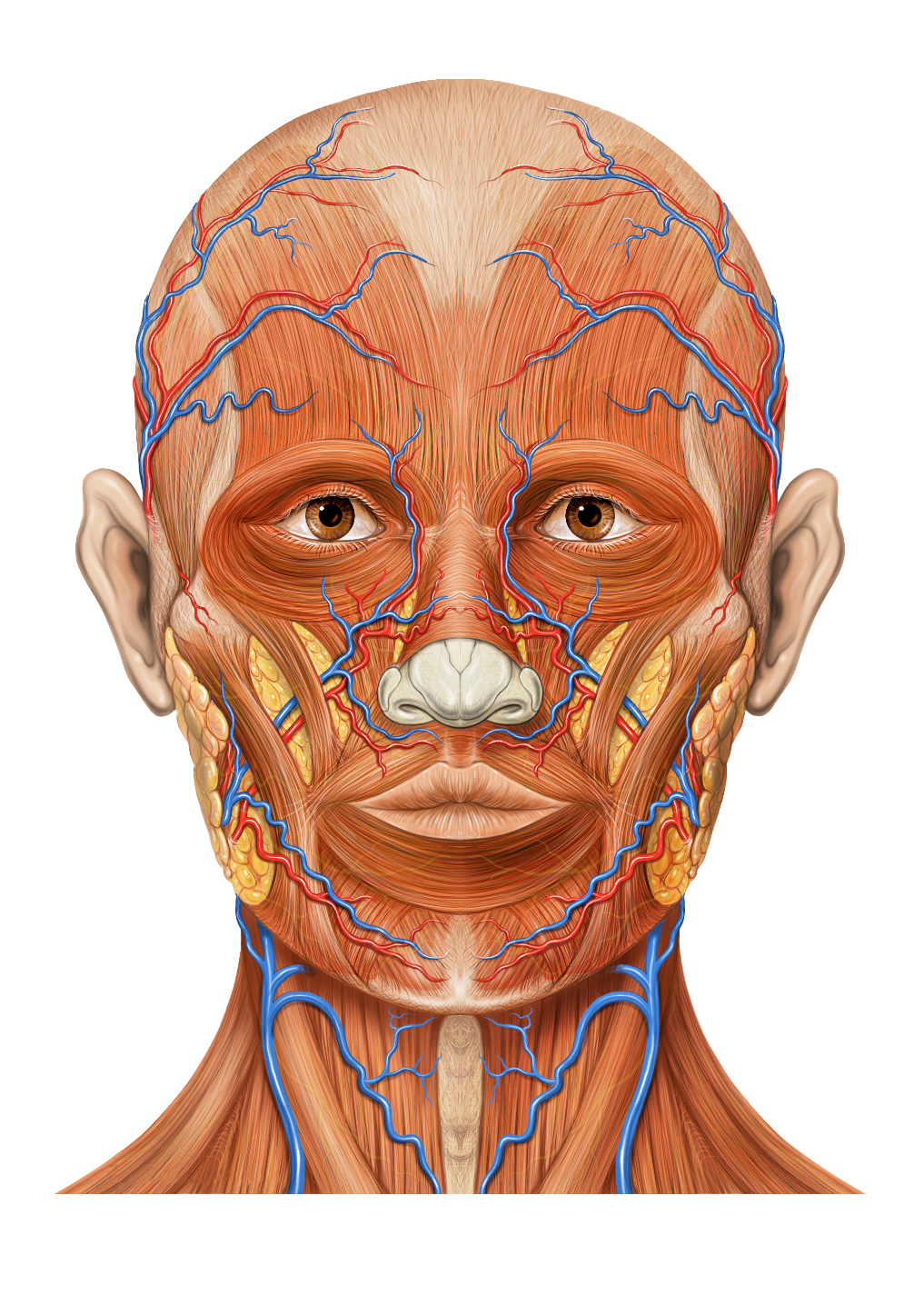
Anatomia capului vedere anterioară